# Orliczko
Orliczko (pol. hist. Orle Małe) – wieś w Polsce położona w województwie wielkopolskim, w powiecie szamotulskim, w gminie Pniewy.

## Położenie
Miejscowość usytuowana jest nad jeziorem Orliczko, na skraju Sierakowskiego Parku Krajobrazowego, przy trasie drogi wojewódzkiej nr 116.

## Historia
Miejscowość pierwotnie była związana z Wielkopolską i miała inną nazwę. Nazwa historyczna to Orle Małe. Istnieje co najmniej od drugiej połowy XIV wieku i ma średniowieczną metrykę. Po raz pierwszy odnotowana została w łacińskim dokumencie z 1388 jako "Orle", 1392 "Orla, in Parvo Orle", 1393 "de Parva Orla", 1398 "de Minori Orle", 1401 "Małe Orle", 1423, według zachowanej kopii z lat 1488-1492, "in Minori Horle", 1448 "0rlye", 1553, według zachowanej kopii z XVII wieku, "Orliczko", 1563 "Orlie Minus".
Wieś była początkowo własnością szlachecką należacą do lokalnej szlachty wielkopolskiej z rodu Orzelskich, którzy od nazwy wsi przyjęli odmiejscowe nazwisko, a później także do Zajączkowskich, Rozwarowskich, Otuskich, Lwowskich, Gorajskich, Ratajskich. W 1462 leżała w powiecie poznańskim województwa poznańskiego w Koronie Królestwa Polskiego. Do 1411 należała w parafii Biezdrowo, a potem Psarskie.
Pierwsze zapisy związane ze wsią pochodzą z XIV wieku i związane są z właścicielem we wsi Szczepanem Skórą z Orliczka, który był stolnikiem kaliskim, a później poznańskim, i który od nazwy wsi przyjął nazwisko Orzelski. W 1386 został on pozwany przez Sędziwoja Psarskiego o najazd na jego dziedzinę wraz z 11 osobami i zabranie jego słudze konia wartości 4 grzywien. W 1386 Szczepan pozwany został przez Hanusa Lindę o płótno oraz inne rzeczy wartości 13 grzywien i jeden wiardunek. W 1392 prowadził on także spór sądowy z Bodzętą z Orliczka, Staszkiem Rudzkim (z Rudek k. Ostroroga) oraz Przybkiem i Janem z Przyboro wa o 100 grzywien i 30 grzywien szkody. W 1392 Skóra otrzymał wwiązanie w Orliczko. W 1394 dzieci Szczepana Orzelskiego toczyły proces z Gniewomirem z Lutomia o 40 grzywien oraz porękę.
W latach 1392-1413 odnotowany został Bodzęta z Orliczka, Orzelski, mąż Śmichny. W 1398 toczył on spór sądowy z Arkemboldem z Orla Wielkiego o 40 grzywien. W 1401 prowadził spór z Abrahamem o trzymanie przemocą Orliczka. W 1403 odnotowano kolejny jego spór sądowy z kmieciami z Kaźmierza. W 1404 był natomiast w sporze z kmieciem Stanisławem z Suchegolasu o woły oraz inne rzeczy. W 1405 wraz z żoną Śmichna toczył proces z Abrahamem z Orliczka noszącym niegdyś imię Dziersław. Sąd przyznał dobra Śmichnie, a Bodzęta miał zapłacić za nie 60 grzywien. Wówczas Dziersław, zwany też Abrahamem miał dać temuż Bodzęcie połowę Orla, a także uwolnić od roszczeń osób trzecich swojego poręczyciela Mikołaja z Głuchowa. W 1406 Bodzęta Orzelski oraz Mścigniew poręczyli za Mikołaja Baworowskiego na sumę 13,5 grzywny szer. groszy. W 1406 Bietka z Tuczęp dowodziła, że tenże Bodzęta poręczył bratanicy i zięciowi Bietki na 20 grzywien posagu, z czego nie zapłacił 5 grzywien. W 1413 Bodzęta Orzelski był w sporze z Maciejem kmieciem z Orliczka.
W latach 1393-1409 w archiwach sądowych zachowały się także informacje o Śmichnie z Orliczka, żonie Bodzęty Orzelskiego. W 1393 ona oraz jej mąż byli w sporze ze stolnikiem kaliskim Szczepanem Skórą z Orliczka o 4 sztuki bydła, konia oraz pług, które zagarnął Szczepan. W 1393 Śmichna, żona Bodzęty (łac. "domina Bodzaczina") toczyła spór ze Szczepanem z Orliczka o połowę wsi, a sąd przyznał jej prawo wykupu tych dóbr za 47,5 grzywny. W 1400 toczyła ona spór z Przecławem z Lutomia o swoje pieniądze posagowe. W 1409 odnotowano również jej spór z Dobiesławem i Adamem z Orliczka, a ona dowodziła przy pomocy świadków, że wraz z ojcem dzierżyła spokojnie przez 30 lat połowę wsi Orliczko.
W 1428 woźny sądu ziemskiego zapowiedział wsie Psarskie koło Pniew, Zajączkowo, Koźle i Orliczko jako należące do Piotra, Zygmunta, Wincentego i jego syna Dobrogosta Zajączkowskich. W 1433 Dziersław Rozwarowski z Zajączkowa pozwał Wincentego Zajączkowskiego ze Spławia o 3,5 grzywny szkody z powodu nieuwolnienia od roszczeń osób trzecich połowy Zajączkowa i Orliczka.
W latach 1448-1467 odnotowany został dziedzic Orliczka Bieniak z Zajączkowa, Rozwarowa i Koźla. W 1448 w podziale ze swymi braćmi Piotrem i Pawłem z Rozwarowa otrzymał m. in. Zajączkowo, Koźle, Orliczko i Glinno. W 1462 zrezygnował na rzecz Dziersława syna Piotra Rozwarowskiego oraz swoich bratanków Jana, Grzegorza i Benedykta synów Pawła z Jankowie i Rozwarowa, ze wsi Zajączkowo, Koźle i Orliczko pod warunkiem, że wypłacą oni 500 grzywien półgroszy swoim siostrom stryjecznym Małgorzacie, Annie, Katarzynie, Elżbiecie i Dorocie, córkom Bieniaka. W 1467 Bieniak zobowiązał się sprzedać z zastrzeżeniem prawa wykupu plebanowi i witrykom kościoła parafialnego we wsi Psarskie na cele naprawy kościoła dwie grzywny czynszu rocznego zapisanego na Orliczku za 24 grzywien szer. półgroszy, a w zamian miały być odprawiane dwie msze tygodniowo: jedna ku czci NMP, a druga Trójcy Św.
W latach 1500-1510 jako właściciel we wsi odnotowany został Stanisław Otuski. W 1500 wraz z żoną Katarzyną sprzedali z zastrzeżeniem prawa wykupu mansjonarzom szamotulskim 5 grzywien czynszu rocznego na swojej połowie Glinna i Oriczka za 50 kóp szer. groszy. W 1510 do uposażenia kolegiaty w Szamotułach należało m. in. 5 grzywien zapisanych na Glinnie i połowie Orliczka należące do tegoż Stanisława, ale płacone było tylko 2,5 grzywny. W 1514 Wyszek Łącki, Tomasz Otuski, Regina i Elżbieta rodzeństwo przyrodnie z jednej matki, siostry w asystencji stryja Macieja Otuskiego i wuja Jana Kokalewskiego, sprzedały Mikołajowi Gnuszyńskiemu Orliczko za 230 grzywien.
W latach 1583-1588 jako właściciel wsi odnotowany został kasztelan kamieński Marcin z Ostroroga Lwowski. W 1583 sprzedał on z zastrzeżeniem prawa wykupu Joachimowi Gorajskiemu całe wsie Nosalewo i Orliczko za 2400 złotych polskich. W 1588 wydzierżawił na rok kasztelanowi rogozińskiemu Janowi Opalińskiemu starszemu m. in. wieś Orliczko.
Miejscowość odnotowały również historyczne rejestry podatkowe. W 1508 podatki zapłacono od 6 półłanków. W 1563 od 9 półłanków oraz karczmy dorocznej. W 1577 w Orliczku nie odnotowano właściciela. W 1580 dziedzicem wsi był Jan Ratajski, który zapłacił podatki od 8 półłanków, 8 półłanków opuszczonych oraz od 1/4 łana karczmarskiego.
Wskutek II rozbioru Polski w 1793, miejscowość przeszła pod władanie Prus i jak cała Wielkopolska znalazła się w zaborze pruskim.
W latach 1975–1998 miejscowość administracyjnie należała do województwa poznańskiego.